# Рубцов Павло Олексійович
Павло Олексійович Рубцов (нар. 28 квітня 1982, Москва, СРСР), більш відомий як Пабло Гонсалес Ягуе (ісп. Pablo González Yagüe) — російський та іспанський журналіст, політолог, агент ГРУ. Працював у різних лівих ЗМІ, що спеціалізуються на Східній Європі та країнах колишнього СРСР.
27 лютого 2022 року Павло Рубцов був затриманий Польщею на польсько-українському кордоні та звинувачений у шпигунстві на користь Росії. За даними західних спецслужб, як агент ГРУ, використовуючи свій статус журналіста, Рубцов збирав інформацію для російської влади під час подорожі східними країнами.

## Життєпис
Павло Рубцов — онук іспанських дітей, відправлених до СРСР під час громадянської війни в Іспанії. Він народився в Москві в 1982 році і був зареєстрований під ім'ям Павло Рубцов. До дев'яти років жив у Радянському Союзі, а після розлучення батьків вони з матір'ю переїхали до Країни Басків, де мати змінила ім'я сина на Пабло Гонсалес Ягуе в іспанському реєстрі. Вони жили в Більбао та Каталонії.
Рубцов має ступінь зі слов'янської філології та ступінь магістра в галузі стратегічних досліджень та міжнародної безпеки. Як журналіст співпрацював з деякими іспанськими ЗМІ, такими як La Sexta, Público або Gara.

## Діяльність в Україні
З 2014 року, як повідомляють українські ЗМІ, він співпрацював з українським політтехнологом Петром Терентьєвим.
Незадовго до повномасштабного вторгнення, СБУ видворила Пабло Гонсалеса з України. За даними західних спецслужб, як агент ГРУ, використовуючи свій статус журналіста, Рубцов збирав інформацію для російської влади під час подорожі східними країнами.
За інформацією українських ЗМІ, на вилучених цифрових носіях Гонсалеса було знайдено листування і бесіди з Петром Терентьєвим. У рамках розслідування кримінальної справи в рамках міжнародної правової допомоги № 1001-102 Ds.12.2022 суддею Солом'янського районного суду міста Києва було надано дозвіл на проведення обшуку за місцем проживання Терентьєва на предмет зв'язку із затриманим агентом ГУР Пабло Гонсалесом. За даними журналістів, Гонсалес і Терентьєв познайомилися під час Революції Гідності, і відтоді разом їздили в окупований Крим, Донбас із пропагандистською метою на користь держави-агресорки. Також, згідно з розслідування, Терентьєв інтегрував і легалізував Гонсалеса в український інформаційний простір, а також познайомив із відомими українськими журналістами та політиками.
У березні 2014 року, під час російського збройного вторгнення в Крим і проведення незаконного «референдуму», Пабло Гонсалес разом з Петром Терентьєвим разом поїхали працювати в Крим для підсилення проросійських наративів. У соцмережах Терентьєв заявляв, що в «Криму свято», а Збройні сили Російської Федерації називав «визволителями». Також Терентьєв називав дії РФ з окупації півострова «мастерськими».

## Затримання у Польщі
У ніч із 27 на 28 лютого 2022 року його затримали в готелі у місті Пшемисль (Польща) за підозрою у шпигунстві на користь Росії. 23 серпня його термін попереднього ув'язнення продовжили на три місяці. Наприкінці він проводив по 23 години на добу у тюремній камері без вікон у Радомі, за 80 кілометрів від Варшави.
Його звинувачували у шпигунстві. Після затримання місцеві спецслужби вивчили вилучені у нього цифрові носії та знайшли на них докладні звіти про діяльність Жанни Нємцової та людей з її оточення. Особливо Рубцова цікавили учасники літньої школи журналістики з України та США.

## Особисте життя
Одружений, має трьох дітей. Проживав у Герніку (Біскайя, Країна Басків, Іспанія).